# Lithiumnaphthalid
Lithiumnaphthalid ist eine chemische Verbindung des Lithiums aus der Gruppe der Naphthalide und ein radikalisches Anionensalz. Sie ist nur in Lösung existent, im Allgemeinen in etherischen Lösungsmitteln.

## Gewinnung und Darstellung
Lithiumnaphthalid kann durch Reaktion von Lithium mit einer Lösung von Naphthalin in Tetrahydrofuran hergestellt werden. Die Herstellung kann durch Ultraschall beschleunigt werden.

## Eigenschaften

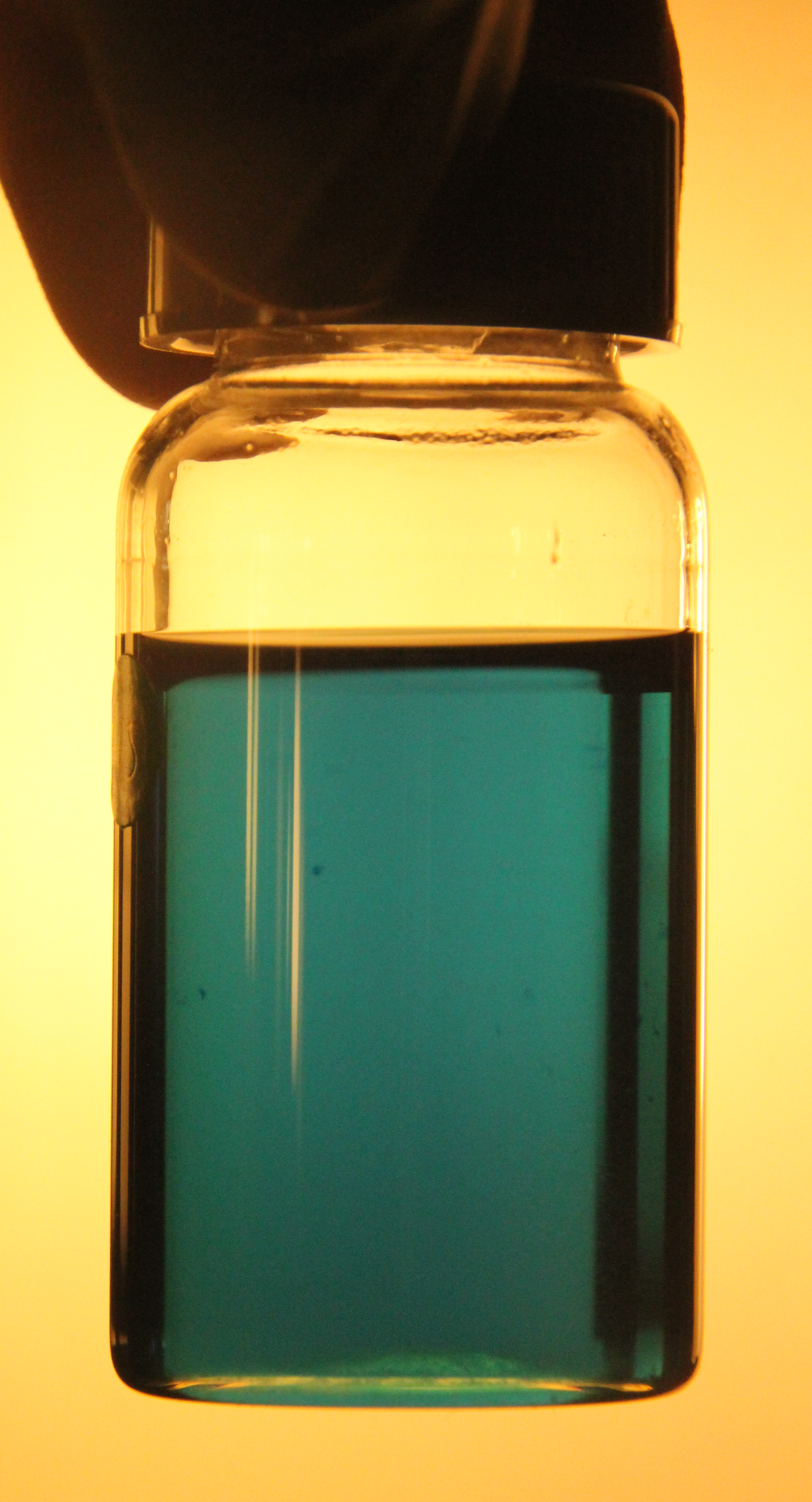
Eine Lösung von Lithiumnaphthalid in Tetrahydrofuran

Lithiumnaphthalid kann in Lösung und vor Luft und Feuchtigkeit geschützt bis zu mehreren Tagen aufbewahrt und bei Umgebungstemperatur verwendet werden. Die stark reduktive Natur dieses Reagenzes macht es zu einem wichtigen Werkzeug für Lithium-Heteroatom-Austauschreaktionen. Es deprotoniert effizient β-Alkinyloxy- und Carboxylat-Anionen. Es ist ein effektiver Initiator für den Halogen-Metall-Austausch und ein günstiges Reduktionsmittel für eine Vielzahl von Metallen.

## Verwendung
Lithiumnaphthalid ist geeignet für die Synthese von Organolithiumverbindungen durch Reaktion mit organischen Halogeniden und für die Reduktion von Metallhalogeniden zu Metallen in hochreaktiven Formen. Es ist auch ein geeigneter Initiator für anionische Polymerisationsreaktionen.